# Placówka Straży Celnej „Międzychód”

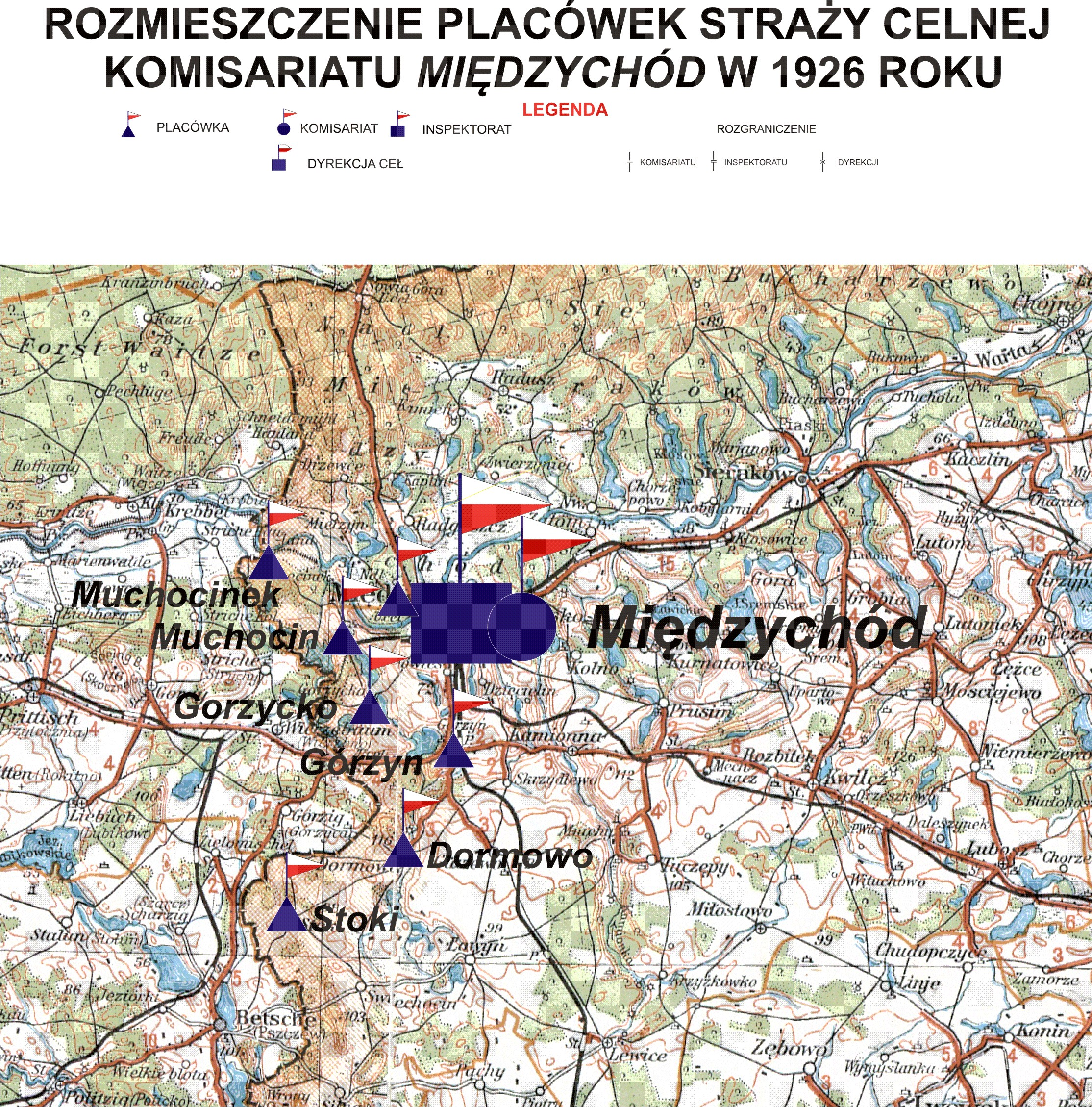
Rozmieszczenie placówek Straży Celnej Komisariatu Międzychód w 1926 .r

Placówka Straży Celnej „Międzychód” – jednostka organizacyjna Straży Celnej pełniąca w okresie międzywojennym służbę ochronną na granicy polsko-niemieckiej.

## Formowanie i zmiany organizacyjne
Na wniosek Ministerstwa Skarbu, uchwałą z 10 marca 1920 roku, powołano do życia Straż Celną. Od połowy 1921 roku jednostki Straży Celnej rozpoczęły przejmowanie odcinków granicy od pododdziałów Batalionów Celnych. Proces tworzenia Straży Celnej trwał do końca 1922 roku. Placówka Straży Celnej „Międzychód” weszła w podporządkowanie komisariatu Straży Celnej „Międzychód” z Inspektoratu SC „Międzychód”.
W drugiej połowie 1927 roku przystąpiono do gruntownej reorganizacji Straży Celnej. W praktyce skutkowało to rozwiązaniem tej formacji granicznej. Ochronę północnej, zachodniej i południowej granicy państwa przejęła powołana z dniem 2 kwietnia 1928 roku Straż Graniczna.
Rozkazem nr 3 z 25 kwietnia 1928 roku w sprawie organizacji Wielkopolskiego Inspektoratu Okręgowego dowódca Straży Granicznej gen. bryg. Stefan Pasławski  określił strukturę organizacyjną komisariatu SG „Świechocin”. Placówka Straży Granicznej II linii „Międzychód” znalazła się w jego strukturze.

## Funkcjonariusze placówki
Kierownicy placówki
| stopień    | imię i nazwisko, numer | okres pełnienia służby | kolejne stanowisko |
| ---------- | ---------------------- | ---------------------- | ------------------ |
| przodownik | Stanisław Tomczak (1)  | był w 1926             |                    |

Obsada personalna placówki w 1926:
- przodownik Stanisław Tomczak (1)
- starszy strażnik Władysław Pawlak (436)
- starszy strażnik Franciszek Stefański (397)
- starszy strażnik Ludwik Janaszek (269)
- starszy strażnik Stanisław Małecki (133)
- strażnik Roman Szpurek (433)
- strażnik Ludwik Włodarczak (165)
- strażnik Stanisław Liss (317)
- strażnik Ignacy Kęsy (658)
- strażnik Ignacy Michalski (350)
- strażnik Stanisław Mauthey (3196)
- strażnik Roman Satos (704)